# The Exorcism of God
The Exorcism of God è un film del 2022 diretto da Alejandro Hidalgo.
La pellicola, di produzione statunitense e messicana, è un horror che tratta di esorcismo.

## Trama
Quando il parroco Padre Peter Williams si ritrova davanti a una ragazza posseduta da un potente demone per lui non c'è scelta: è costretto a operare l'esorcismo anche contro il parere dei suoi superiori. Il demone in questione è tuttavia molto insidioso e, nel bel mezzo dell'esorcismo, libera la donna per impossessarsi dello stesso prete e spingerlo ad avere un rapporto sessuale con lei. 20 anni dopo, Williams è ancora perseguitato dal rimorso e si è dunque allontanato dalla classica attività pastorale: trasferitosi in Messico, ora si occupa di orfani e cerca di far avere loro medicine e ogni altro tipo d'aiuto normalmente non facilmente reperibile in Messico. Da alcuni mesi i bambini di cui il prete si occupa muoiono uno dopo l'altro senza un apparente motivo: l'uomo è convinto ciò dipenda proprio dal peccato che ha commesso tanti anni prima e decide così di andare a confessarlo dal vescovo locale. Quest'ultimo sembra tuttavia molto comprensivo nei suoi confronti, al punto da non voler neanche sapere qual è il suo peccato e assolverlo comunque in virtù del suo operato.
Quando una detenuta di un carcere femminile viene impossessata dallo stesso demone da lui affrontato precedentemente, l'uomo viene contattato affinché operi l'esorcismo: a richiedere proprio di lui è stata la madre dell'indemoniata. Quest'ultima si rivela essere proprio la ragazza a cui Williams aveva operato l'esorcismo anni prima, la quale gli rivela come la nuova indemoniata sia nata proprio da quel fatidico stupro. Autorizzato con sorpresa dal vescovo locale ad operare l'esorcismo, l'uomo richiede l'aiuto del suo superiore di 20 anni prima, la cui esperienza in termini di esorcismi è di gran lunga superiore alla sua. Una volta che Padre Michael Lewis è arrivato dagli Stati Uniti, i due iniziano ad operare i primi tentativi di esorcismo: durante l'operazione il demone coinvolge tuttavia tutte le altre carcerate, le quali non possono essere portate via dalla struttura a causa del rifiuto del direttore di operare in tal senso. 
I due tentano nuovamente un esorcismo dopo che le varie detenute sono state sedate, tuttavia anche questo tentativo fallisce: Lewis è difatti impotente contro questo demone a causa di un patto che fece con lui molti anni addietro. Tormentato costantemente da incubi in cui viene assalito da un Gesù Cristo posseduto dal demonio, Williams decide di operare in autonomia l'esorcismo facendo quanto più leva è possibile sulla sua fede. In un primo momento sembra riuscirci: nonostante il demone abbia posseduto molte persone contemporaneamente, la fede di Williams è abbastanza forte da permettergli di reggere il confronto. Dopo aver affrontato anche il Cristo indemoniato, Williams viene tuttavia sopraffatto fisicamente da sua figlia indemoniata che, dopo averlo immobilizzato, inizia ad operare un esorcismo al contrario su di lui per liberarlo dalla presenza di Dio.
Il demone e il parroco lottano strenuamente l'uno contro l'altro, il tutto mentre anche i bambini indemoniati stanno per sopraffare nel contempo un'inerme suora. Alla fine Williams cede a un ricatto: donare se stesso al Male in cambio della libertà di sua figlia e dei bambini. Apparentemente vincitore, Williams verrà idolatrato dal mondo intero mentre pronuncia dei discorsi carichi d'odio verso varie categorie di presunti peccatori. Aiutato a raggiungere una grande popolarità anche dal suo vescovo, il quale era in realtà un servo del demone il cui volere era proprio creare le condizioni per questo epilogo, l'uomo avrà presto un posto nel Vaticano. Il suo ruolo sarà ora quello di permettere al Male di conquistare la Chiesa e il mondo intero.

## Produzione
Il film è stato prodotto investendo un budget di circa 1,3 milioni di dollari.

## Distribuzione
Il film è stato distribuito nei cinema statunitensi a partire dall'11 maggio 2022, con visione vietata per un pubblico di età inferiore ai 18 anni. Il film è approdato in contemporanea anche nel mercato on demand.

## Accoglienza

### Incassi
Il film ha incassato circa 5,3 milioni di dollari al botteghino internazionale.

### Critica
Sull'aggregatore Rotten Tomatoes il film riceve il 54% delle recensioni professionali positive con un voto medio di 5,1 su 10 basato su 13 critiche, mentre su Metacritic ottiene un punteggio di 41 su 100 basato su 5 critiche. Phil Hoad di The Guardian ha assegnato al film 3 stelle su 5, lodandone il coraggio di denunciare la corruzione della chiesa cattolica in seguito a vari scandali che l'hanno riguardata. Lena Wilson di The New York Times ha invece criticato negativamente l'opera, definendola "un nonsense misogino".